# Jen Taylor
Jen Taylor, de son vrai nom Jennifer Lee Taylor est une actrice américaine, née le 17 février 1973 à Seattle.
Elle est surtout connue pour prêter sa voix à des personnages dans de jeux vidéo comme Cortana dans Halo, Zoey dans Left 4 Dead ou encore Princess Peach, Toad et Toadette dans divers jeux vidéo Mario, ainsi que Lina, Windranger, Puck et Medusa dans Dota 2. Jennifer Lee Taylor est aussi la voix de l’assistant personnel Cortana et des jeux 1 vs 100.

## Travail vocal
Le premier rôle vocal de Jen est Sunny Day dans Backyard Baseball. Depuis 1999, elle est la voix de la Princesse Peach et  de Toad dans les différents jeux Mario. Plus récemment, elle a doublé les personnages de Zoey dans Left 4 Dead et Left 4 Dead 2 et Cate Archer dans No One Lives Forever 2 : Le CRIME est éternel.
Jen Taylor prête également sa voix aux personnages de Cortana et de Dr. Catherine Halsey dans les jeux Halo. En 2002, elle interprète la version audio du roman d'Elizabeth Berg, True to Form. En 2007, Jen Taylor travaille aux côtés d'Holter Graham sur la version audio du livre Halo: Contact Harvest.
Dans la continuité de son travail sur la série de jeux vidéo Halo, elle est également la voix de l’assistant personnel Cortana sur Windows Phone 8.1 (comparable à Siri des appareils iOS d'Apple ou Google Now pour Android),.

## Autres rôles
En 2004, elle apparait dans le long-métrage Inheritance et incarne Abbey, son premier rôle au cinéma. En 2007, elle double également les rôles principaux de deux adaptations des livres The House of Mirth et Afternoon of the Elves. Elle fait une apparition dans un épisode de Leverage.

## Carrière

### Voix
| Jeux Vidéo | Jeux Vidéo                                    | Jeux Vidéo                                         | Jeux Vidéo |
| Année      | Titre                                         |                                                    |            |
| ---------- | --------------------------------------------- | -------------------------------------------------- | ---------- |
| 1997       | Backyard Baseball                             | Sunny Day                                          |            |
| 1999       | Mario Golf                                    | Princess Peach/Toad                                |            |
| 1999       | Backyard Football                             | Sunny Day                                          |            |
| 2000       | Mario Tennis                                  | Princess Peach/Toad                                |            |
| 2000       | Mario Party 3                                 | Princess Peach/Princess Daisy                      |            |
| 2001       | Backyard Basketball 2004                      | Sunny Day                                          |            |
| 2001       | Luigi's Mansion                               | Toad                                               |            |
| 2001       | Aliens versus Predator 2                      | Tomiko/Divers voix                                 |            |
| 2001       | Halo CE                                       | Cortana                                            |            |
| 2001       | Super Smash Bros. Melee                       | Princess Peach                                     |            |
| 2002       | No One Lives Forever 2 : Le CRIME est éternel | Cate Archer/Isako/Ninja girls                      |            |
| 2002       | Super Mario Sunshine                          | Princess Peach/Toad                                |            |
| 2002       | Kakuto Chojin: Back Alley Brutal              | Roxy                                               |            |
| 2003       | Hoyle Card Games                              |                                                    |            |
| 2003       | Contract J.A.C.K.                             | Cate Archer                                        |            |
| 2003       | Mario Golf: Toadstool Tour                    | Princess Peach/Princess Daisy/Toad                 |            |
| 2003       | Mario Kart: Double Dash!!                     | Princess Peach/Toad                                |            |
| 2003       | Mario and Luigi RPG                           | Princess Peach                                     |            |
| 2004       | Mario Golf: Advance Tour                      |                                                    |            |
| 2004       | Paper Mario : la Porte millénaire             | Princess Peach                                     |            |
| 2004       | Mario Power Tennis                            | Princess Peach/Toad                                |            |
| 2004       | EverQuest II                                  | Generic Half Elf Enemy                             |            |
| 2004       | Halo 2                                        | Cortana                                            |            |
| 2004       | Super Mario 64 DS                             | Toad                                               |            |
| 2005       | The Matrix: Path of Neo                       | Red Pill Librarian/Civilian                        |            |
| 2005       | Mario Kart DS                                 | Princess Peach/Toad                                |            |
| 2005       | Mario Kart Arcade GP                          | Princess Peach/Toad                                |            |
| 2006       | Super Princess Peach                          | Princess Peach                                     |            |
| 2006       | SiN Episodes: Emergence                       | Jessica Cannon                                     |            |
| 2007       | Halo 3                                        | Cortana                                            |            |
| 2007       | Mario and Sonic at the Olympic Games          | Princess Peach/Toad                                |            |
| 2008       | Left 4 Dead                                   | Zoey                                               |            |
| 2009       | FEAR 2: Project Origin                        | Lt. Keira Strokes                                  |            |
| 2009       | Left 4 Dead 2                                 | Zoey                                               |            |
| 2009       | Saw                                           | Amanda Young                                       |            |
| 2010       | Halo: Reach                                   | Catherine Halsey / Cortana                         |            |
| 2011       | Paper Mario 3DS                               | Toad                                               |            |
| 2011       | Halo: Combat Evolved Anniversary              | Cortana                                            |            |
| 2012       | Halo 4                                        | Catherine Halsey / Cortana                         |            |
| 2012       | Guild Wars 2                                  | Demmi Beetlestone                                  |            |
| 2013       | Dota 2                                        | Lina / Medusa / Puck / Windranger                  |            |
| 2014       | Destiny                                       | City Civil Frame, Archive Security A.I., City P.A. |            |
| 2015       | Infinite Crisis                               | Atomic Wonder Woman                                |            |
| 2015       | Halo 5: Guardians                             | Catherine Halsey / Cortana                         |            |

| Television | Television | Television     | Television                                  |
| Année      | Titre      | Rôle           | Remarque                                    |
| ---------- | ---------- | -------------- | ------------------------------------------- |
| 2005       | Chadébloc  | Snouser/Enfant | un episode, "Scaredy Cat/Requiem for a Cat" |
| 2006       | Ergo Proxy | Animatrice     | un episode, "Ki akumu no kuizuSHOW!"        |
| 2022       | Halo       | Cortana        |                                             |

### Filmographie
| Films | Films       | Films | Films |
| Année | Titre       | Rôle  |       |
| ----- | ----------- | ----- | ----- |
| 2004  | Inheritance | Abbey |       |
| 2008  | Taos        | Maya  |       |

| Télévision | Télévision | Télévision    | Télévision                   |
| Année      | Titre      | Rôle          | Remarque                     |
| ---------- | ---------- | ------------- | ---------------------------- |
| 2010       | Leverage   | Jodie McManus | un épisode, "The Future Job" |